# بيل روشي
بيل روشي (بالإنجليزية: Bill Roach)‏ هو لاعب كرة قدم أسترالية أسترالي، ولد في 3 نوفمبر 1925، وتوفي في 3 فبراير 2015.

## وصلات خارجية
- بيل روشي على موقع AustralianFootball.com (الإنجليزية)
- بيل روشي على موقع AFLtables.com (الإنجليزية)